# Чемпионат Молдовы по волейболу среди мужчин
Чемпионат Молдовы (Молдавии) по волейболу среди мужчин — ежегодное соревнование мужских волейбольных команд Молдовы. Проводится с 1993 года.

## Формула соревнований
Чемпионат 2022/2023 состоял из предварительного этапа и плей-офф. На предварительной стадии команды играли в два круга. По его итогам четвёрка лучших вышла в плей-офф и далее по системе с выбыванием определила финалистов, которые разыграли первенство. Серии матчей плей-офф проводились до двух (полуфинал) и до трёх (финал) побед одного из соперников.
В чемпионате 2022/23 приняли участие 6 команд: УСМ (Кишинёв), ДОР-УТМ (Кишинёв), «Динамо» (Тирасполь), УТМ-СШ № 12 (Кишинёв), «Сперанца-Гагаузия» (Вулканешты), УСМФ (Кишинёв). Чемпионский титул выиграл УСМ, победивший в финальной серии «Динамо» 3-0. 

## Чемпионы
- 1993 «Альфа» Кишинёв
- 1994 «Альфа» Кишинёв
- 1995 «Молдовагидромаш» Кишинёв
- 1996 «Молдовагидромаш» Кишинёв
- 1997 «Молдовагидромаш» Кишинёв
- 1998 «Днестр» Парканы
- 1999 «Динамо-Шериф» Тирасполь
- 2000 «Сперанца» Кишинёв
- 2001 «Сперанца» Кишинёв
- 2002 «Сперанца» Кишинёв
- 2003 «Сперанца» Кишинёв
- 2004 «Сперанца» Кишинёв
- 2005 «Динамо-Энергетик» Тирасполь
- 2006 «Динамо-Энергетик» Тирасполь
- 2007 «Динамо-Энергетик» Тирасполь
- 2008 «Динамо-Энергетик» Тирасполь
- 2009 «Динамо» Тирасполь
- 2010 «Сперанца-Гагаузия» Вулканешты
- 2011 «Олимп» Унгень
- 2012 «Динамо-МАИ» Кишинёв
- 2013 «Динамо-МАИ» Кишинёв
- 2014 «Динамо» Тирасполь
- 2015 «Динамо-МАИ» Кишинёв
- 2016 «Динамо» Тирасполь
- 2017 «Динамо-МАИ» Кишинёв
- 2018 «Генерал Асигурэри» Кишинёв
- 2019 «УСМ-Боставан» Кишинёв
- 2020 чемпионат не завершён, итоги не подведены
- 2021 СКА Бендеры
- 2022 СКА Бендеры
- 2023 УСМ Кишинёв